# Свиридовка (Рязанская область)
Свиридовка — деревня в Старожиловском районе Рязанской области. Входит в Мелекшинское сельское поселение

## География
Находится в западной части Рязанской области на расстоянии приблизительно 18 км на юго-восток по прямой от районного центра поселка Старожилово.

## История
На карте 1850 года еще не была отмечена. До 1897 года также не была учтена,.

## Население
Численность населения: 7 в 2002 году (русские 83 %), 11 в 2010.